# Арецина Тертула
Вижте пояснителната страница за други личности с името Арецина.
Арецина Тертула (на латински: Arrecina Tertulla) е първата съпруга на бъдещия император Тит.
Дъщеря е на Юлия и Марк Арецин Клемент, който е преториански префект 38 г. по времето на Калигула. Сестра е на Марк Арецин Клемент, който е преториански префект на Рим и командир на преторианската гвардия 70 – 71 г. по времето на император Веспасиан и суфектконсул 73 и 85 г. Името ѝ Тертула означава Третата дъщеря.
През 62 г. тя става първата съпруга на бъдещия император Тит. Женитбата е анранжирана от баща ѝ. Скоро след женитбата ѝ Тертула умира и Тит се жени през 63 г. за Марция Фурнила.